# Tommy Eide Møster
Tommy Eide Møster (Molde, 16 gennaio 1983) è un calciatore norvegese, centrocampista dell'Eidsvåg.

## Carriera

### Club

#### Molde
Eide Møster ha iniziato la carriera con la maglia del Molde. Ha debuttato nell'Eliteserien il 26 aprile 2003, subentrando a Stig Arild Råket nella sconfitta per 2-0 sul campo del Bodø/Glimt. Il 29 agosto 2004 ha realizzato la prima rete nella massima divisione norvegese, nella sconfitta per 3-1 contro il Rosenborg.

#### Bryne
Il 29 marzo 2008 è passato al Bryne, squadra militante in 1. divisjon. Ha esordito il 6 aprile, sostituendo Allan Borgvardt nella sconfitta per 1-0 contro il Sogndal. Il 24 agosto dello stesso anno, ha segnato il gol della bandiera nella sconfitta per 4-1 rimediata in casa dell'Alta.

#### Ålgård
Svincolatosi dal Bryne, è passato all'Ålgård, formazione militante nella 3. divisjon. Ha esordito in squadra il 20 marzo, nel primo turno di qualificazione al Norgesmesterskapet 2015, in cui la sua squadra si è imposta in trasferta sul Frøyland col punteggio di 1-2. Il 9 settembre successivo ha trovato la prima rete, nella vittoria casalinga per 2-1 sul Mandalskameratene. È rimasto in squadra per un biennio, totalizzando complessivamente 38 presenze e 3 reti, tra campionato e coppa.

#### Rosseland
Il 15 febbraio 2017, il Rosseland ha reso noto sulla propria pagina Facebook l'ingaggio di Eide Møster.

### Nazionale
Eide Møster giocò 4 partite per la Norvegia under 21. La prima di queste presenze fu datata 3 settembre 2004, quando subentrò a Tomasz Sokolowski nella sconfitta per 2-0 contro l'Italia under 21.

## Statistiche

### Presenze e reti nei club
Statistiche aggiornate al 9 aprile 2018.
| Stagione         | Club             | Campionato       | Campionato | Campionato | Coppe nazionali | Coppe nazionali | Coppe nazionali | Coppe continentali | Coppe continentali | Coppe continentali | Supercoppe | Supercoppe | Supercoppe | Totale | Totale |
| Stagione         | Club             | Comp             | Pres       | Reti       | Comp            | Pres            | Reti            | Comp               | Pres               | Reti               | Comp       | Pres       | Reti       | Pres   | Reti   |
| ---------------- | ---------------- | ---------------- | ---------- | ---------- | --------------- | --------------- | --------------- | ------------------ | ------------------ | ------------------ | ---------- | ---------- | ---------- | ------ | ------ |
| 2003             | Molde            | ES               | 1          | 0          | CN              | 0               | 0               | CU                 | 0                  | 0                  | -          | -          | -          | 1      | 0      |
| 2004             | Molde            | ES               | 14         | 1          | CN              | 0               | 0               | -                  | -                  | -                  | -          | -          | -          | 14     | 1      |
| 2005             | Molde            | ES               | 20         | 1          | CN              | 6               | 5               | -                  | -                  | -                  | -          | -          | -          | 26     | 6      |
| 2006             | Molde            | ES               | 11         | 0          | CN              | 2               | 0               | CU                 | 3                  | 0                  | -          | -          | -          | 16     | 0      |
| 2007             | Molde            | 1D               | 2          | 0          | CN              | 0               | 0               | -                  | -                  | -                  | -          | -          | -          | 2      | 0      |
| Totale Molde     | Totale Molde     | Totale Molde     | 48         | 2          |                 | 8               | 5               |                    | 3                  | 0                  |            | -          | -          | 59     | 7      |
| 2008             | Bryne            | 1D               | 28         | 2          | CN              | 0               | 0               | -                  | -                  | -                  | -          | -          | -          | 28     | 2      |
| 2009             | Bryne            | 1D               | 27         | 0          | CN              | 2               | 0               | -                  | -                  | -                  | -          | -          | -          | 29     | 0      |
| 2010             | Bryne            | 1D               | 20         | 0          | CN              | 1               | 0               | -                  | -                  | -                  | -          | -          | -          | 21     | 0      |
| 2011             | Bryne            | 1D               | 28         | 0          | CN              | 0               | 0               | -                  | -                  | -                  | -          | -          | -          | 28     | 0      |
| 2012             | Bryne            | 1D               | 10         | 0          | CN              | 0               | 0               | -                  | -                  | -                  | -          | -          | -          | 10     | 0      |
| 2013             | Bryne            | 1D               | 23         | 2          | CN              | 4               | 0               | -                  | -                  | -                  | -          | -          | -          | 27     | 2      |
| 2014             | Bryne            | 1D               | 21         | 0          | CN              | 1               | 0               | -                  | -                  | -                  | -          | -          | -          | 22     | 0      |
| Totale Bryne     | Totale Bryne     | Totale Bryne     | 157        | 4          |                 | 8               | 0               |                    | -                  | -                  |            | -          | -          | 165    | 4      |
| 2015             | Ålgård           | 3D               | 21         | 2          | CN              | 3               | 0               | -                  | -                  | -                  | -          | -          | -          | 24     | 2      |
| 2016             | Ålgård           | 3D               | 13         | 1          | CN              | 1               | 0               | -                  | -                  | -                  | -          | -          | -          | 14     | 1      |
| Totale Ålgård    | Totale Ålgård    | Totale Ålgård    | 34         | 3          |                 | 4               | 0               |                    | -                  | -                  |            | -          | -          | 38     | 3      |
| 2017             | Rosseland        | 4D               | ?          | ?          | -               | -               | -               | -                  | -                  | -                  | -          | -          | -          | ?      | ?      |
| 2018             | Rosseland        | 4D               | ?          | ?          | -               | -               | -               | -                  | -                  | -                  | -          | -          | -          | ?      | ?      |
| Totale Rosseland | Totale Rosseland | Totale Rosseland | ?          | ?          |                 | -               | -               |                    | -                  | -                  |            | -          | -          | ?      | ?      |
| Totale           | Totale           | Totale           | 239+       | 9+         |                 | 20              | 5               |                    | 3                  | 0                  |            | -          | -          | 262+   | 14+    |

## Palmarès
- Norgesmesterskapet G19: 1

Molde: 2000